# I-Zenborg
I-Zenborg (恐竜大戦争アイゼンボーグ?, Kyōryū daisensō Aizenbōgu), lett. "Ai-Zenborg e la grande guerra dei dinosauri", è una serie fantascientifica/tokusatsu giapponese, realizzata con scene composte sia da cartoni animati che da riprese di modellini e personaggi in costume.
La serie è stata prodotta da Obata Ikuo/Tsuburaya Productions nel 1977 ed è composta di 39 episodi da circa 25 minuti ognuno. In Italia la serie è stata trasmessa dalle TV locali, è stata replicata nel 2012 dalla rete satellitare Man-ga ed è stata distribuita su DVD da Yamato Video.

## Trama
Dopo un lungo sonno durato millenni, l'Impero dei Dinosauri decide di riemergere dal sottosuolo per rimpardonirsi del pianeta Terra. Il Professor Tachibana, resosi conto dell'imminente pericolo, progetta una nuova arma per contrastare l'invasione di questi antichi esseri, mutati geneticamente nel lungo oblio del tempo. Purtroppo durante un esperimento Tachibana perde la vita, ed i suoi due figli rimangono gravemente feriti. Ma Ai e Zen (questo il nome dei due fratelli) vengono miracolosamente salvati dal Professor Torii, che è costretto a tramutarli in cyborg, impiantando nei loro corpi parti bioniche. Viene così creata la Squadra D, con il compito di proteggere il pianeta Terra. Ne fanno parte i due fratelli Tachibana ed altri due membri, il longilineo e imbranato Goro Scambarra ed il massiccio Hippei Kurosawa. L'intera squadra utilizza come base logistica il Carry Boing, un gigantesco aereo da trasporto, che contiene al suo interno tutto l'arsenale del team.
Durante le missioni terrestri Ai e Zen pilotano l'Ai-Zen 1, un cingolato da combattimento, dotato delle armi più tecnologiche per combattere i dinosauri. Barra ed Hippei controllano invece l'Ai-Zen 2 la parte posteriore del cingolato, che separandosi dal carro è in grado di diventare un mezzo volante. Quando le normali armi della Squadra D sono inefficaci contro i giganteschi mostri dell'impero, i due fratelli cyborg incrociando le loro braccia sono in grado di sprigionare un'energia incredibile, dando così vita al progetto creato dal loro defunto padre: l'Ai-Zen 1 si trasforma nell'Ai-Zenborg, un jet supersonico dotato di lame rotanti e di una gigantesca trivella. Ai viene trasmutata in un'entità meccanico-elettronica che serve per alimentare il velivolo, mentre Zen ritorna fisicamente umano per pilotare il jet in prima persona. Durante il terribile scontro con il Comandante Ururu, luogotenente dell'impero dei Dinosauri, i nostri eroi hanno la peggio ed Ai rimane gravemente ferita.
Mentre si trova in sala operatoria in attesa di cure, il suo corpo viene colpito da una terribile scarica elettrica, che invece di complicarne le condizioni finisce col potenziare le sue parti bioniche.
L'Imperatore Gottes, subentrato al deceduto Ululu, sferra la sua controffensiva inviando i suoi mostri giganti. Zen si lancia disperato verso sua sorella Ai, nel tentativo di ripetere l'unione. Ma questa volta il risultato è davvero sorprendente. I due fondono i loro corpi nell'imbattibile Super Ai-Zen, un gigantesco guerriero umanoide.

## Doppiaggio italiano
In italia il doppiaggio è stato diretto da Antonia Forlani per la Edizioni Miguel.
Le voci dei personaggi sono
- Ai - Liliana Sorrentino
- Zen - Giorgio Locuratolo
- Prof. Torii - Giancarlo Padoan
- Ippai - Renzo Stacchi
- Barra - Sandro Pellegrini
- Zobena - Anna Teresa Eugeni
- Voce Narrante - Andrea Lala

## Episodi
| Nº | Titolo italiano Giapponese 「Kanji」 - Rōmaji                                                                 | In onda          | In onda |
| Nº | Titolo italiano Giapponese 「Kanji」 - Rōmaji                                                                 | Giapponese       |         |
| 1  | Il risveglio dei dinosauri 「恐竜現わる! D戦隊発進せよ!」 - Kyōryū arawa ru! D sentai hasshin seyo!           | 7 ottobre 1977   |         |
| 2  | L'attacco dei pipistrelli 「危機一髪! 愛と善」 - Kikiippatsu! ai to zen                                       | 14 ottobre 1977  |         |
| 3  | I topi rossi 「恐竜軍団! 恐怖のねずみ作戦!」 - Kyōryū gundan! kyōfu nonezumi sakusen!                         | 21 ottobre 1977  |         |
| 4  | La fuga di Nemu 「必殺! アイゼンクロスカッター!!」 - Hissatsu! aizenkurosukatta!!                             | 28 ottobre 1977  |         |
| 5  | Gruppo 'D' in azione 「危うし! 愛と善 放射能を消せ!」 - Abunau shi! ai to zen hōshanō wo kese!                | 4 novembre 1977  |         |
| 6  | Un flauto contro i dinosauri 「謎の美少女 嵐を呼ぶ笛!」 - Nazo no bishōjo arashi wo yobu fue!                 | 11 novembre 1977 |         |
| 7  | Le rondini rosse 「三大怪獣出現! 男が命をかける時」 - Sandai kaijū shutsugen! otoko ga inochi wokakeru toki   | 18 novembre 1977 |         |
| 8  | Il lavaggio di cervello 「恐怖の洗脳人間第一号!!」 - Kyōfu no sennō ningen daiichi gō!!                       | 25 novembre 1977 |         |
| 9  | Negli abissi dei mari 「謎の恐竜変死体!」 - Nazo no kyōryū henshi karada!                                     | 2 dicembre 1977  |         |
| 10 | Operazione bambina 「決死の少女救出作戦!」 - Kesshi no shōjo kyūshutsusakusen!                                | 9 dicembre 1977  |         |
| 11 | Un dinosauro amico 「恐竜の墓に涙の十字架を!」 - Kyōryū no haka ni namida no jūjika wo!                       | 16 dicembre 1977 |         |
| 12 | L'evaso 「生か! 死か! 激流に賭ける命」 - Ika! shi ka! gekiryū ni kake ru inochi                               | 23 dicembre 1977 |         |
| 13 | S.O.S. base Gruppo 'D' 「SOS! D戦隊基地を守れ!」 - SOS! D sentai kichi wo mamore!                             | 30 dicembre 1977 |         |
| 14 | Il riscatto di barra 「逆襲! 怒りに燃えたD戦隊」 - Gyakushū! ikari ni moe ta D sentai                         | 6 gennaio 1978   |         |
| 15 | Operazione corrida 「燃える友情 進め! 闘牛大作戦」 - Moe ru yūjō susume! tōgyū daisakusen                     | 13 gennaio 1978  |         |
| 16 | Un fiore per I-Zen 「恋人よ アイゼン号に花を飾れ!」 - Koibito yo aizen gō ni hana wo kazare!                  | 20 gennaio 1978  |         |
| 17 | La liquefazione 「恐怖! アイゼン号が溶ける!」 - Kyōfu! aizen gō ga toke ru!                                   | 27 gennaio 1978  |         |
| 18 | L'aeroporto è in pericolo 「空港大ピンチ! 吹雪をそめる鮮血」 - Kūkō dai pinchi! fubuki wosomeru senketsu      | 3 febbraio 1978  |         |
| 19 | Ai, non morire 「恐竜魔王の怒り! 死ぬな愛」 - Kyōryū maō no ikari! shinu na ai                                | 10 febbraio 1978 |         |
| 20 | Il super I-Zen 「かがやけ一番星! アイゼンボー」 - Kagayake ichiban hoshi! aizenbō                             | 17 febbraio 1978 |         |
| 21 | Il valore dell'amicizia 「激突! 恐竜魔王対アイゼンボー」 - Gekitotsu! kyōryū maō tsui aizenbō                 | 24 febbraio 1978 |         |
| 22 | La statua maledetta 「怪奇! 呪いの怪獣人形」 - Kaiki! noroi no kaijū ningyō                                   | 3 marzo 1978     |         |
| 23 | L'inferno di lava 「マグマ地獄からの脱出!!」 - Maguma jigoku karano dasshutsu!!                               | 10 marzo 1978    |         |
| 24 | Il mostro che scompare 「見た! 忍者恐竜の陰謀」 - Mita! ninja kyōryū no inbō                                  | 17 marzo 1978    |         |
| 25 | La battaglia della roccia Tengu 「鳥居博士を救え! 天狗岩の決戦」 - Torii hakase wo sukue! tengu iwa no kessen | 24 marzo 1978    |         |
| 26 | Zobena la strega 「恐竜調教師! 魔女ゾビーナ」 - Kyōryū chōkyōshi! majo zobina                                 | 31 marzo 1978    |         |
| 27 | Pericolo allo stadio 「飛べ涙の白球! 襲われた甲子園」 - Tobe namida no shiro tama! osowa reta kōshien         | 7 aprile 1978    |         |
| 28 | La battaglia artica 「雪原に黒い影? 北極点の闘い」 - Setsugen ni kuroi kage? hokkyokuten no tatakai           | 14 aprile 1978   |         |
| 29 | La costellazione del dinosauro 「輝け! 恐竜親子星」 - Kagayake! kyōryū oyako hoshi                            | 21 aprile 1978   |         |
| 30 | Il dinosauro esplosivo 「怪獣番号三三が9 ヨタノドン」 - Kaijū bangō san san ga 9 yotanodon                    | 28 aprile 1978   |         |
| 31 | Il sosia di I-Zen 「出現! もう一人のアイゼンボー」 - Shutsugen! mō hitori no aizenbō                          | 5 maggio 1978    |         |
| 32 | L'I-Zenborg è morto 「アイゼンボーが死んだ!?」 - Aizenbō ga shin da!?                                         | 12 maggio 1978   |         |
| 33 | Le lucciole incendiarie 「恐怖の機械螢軍団」 - Kyōfu no kikai hotaru gundan                                   | 19 maggio 1978   |         |
| 34 | Il mostro del tifone 「交信不能! 電磁波台風の襲来」 - Kōshin funō! denjiha taifū no shūrai                    | 26 maggio 1978   |         |
| 35 | Il pallone truccato 「特訓! 魔球怪獣への挑戦」 - Tokkun! makyū kaijū heno chōsen                              | 2 giugno 1978    |         |
| 36 | Il mostro telepatico 「大迫力! 謎の超能力怪獣」 - Daihakuryoku! nazo no chōnōryoku kaijū                      | 9 giugno 1978    |         |
| 37 | Il film sul gruppo 'D' 「特撮映画 戦え! D戦隊」 - Tokusatsueiga tatakae! D sentai                             | 16 giugno 1978   |         |
| 38 | Il misterioso Musashi 「怪獣軍団最後の大進撃!」 - Kaijū gundan saigo no dai shingeki!                         | 23 giugno 1978   |         |
| 39 | Arrivederci I-Zenborg 「さよならアイゼンボーグ」 - Sayonara aizenbōgu                                         | 30 giugno 1978   |         |

## Sigla
La versione italiana della sigla "I-Zenborg", cantata dai Megalonsingers, pseudonimo del gruppo Superobots, è stata pubblicata su 45 giri dalla ARC; sul lato B era presente la sigla di Megaloman.

## Il ritorno di I-Zenborg
Il ritorno di I-Zenborg è un documentario giapponese-saudita. È una collaborazione tra la società giapponese Tsuburaya Productions, il signor Jarrah Alfurih dell'Arabia Saudita e la Cultures Factory (una società NLC). È la prima produzione arabo-giapponese nell'arte del tokusatsu giapponese, una speciale categoria di effetti speciali dal vivo. Questo documentario è stato girato nel 2016 ed è stato trasmesso venerdì 15 dicembre 2017 sul canale arabo Space Power TV alle 20:30, ora locale saudita.